# Septoria lycopersici
Espèce
Septoria lycopersici est une espèce de champignons ascomycètes phytopathogènes appartenant à la famille des Mycosphaerellaceae. C'est l'agent de la septoriose de la tomate qui se manifeste par de petites taches circulaires, grises à la marge brun foncé. Il infecte aussi la pomme de terre et l'aubergine, ainsi que des adventices telles que le datura et la morelle noire.

## Liste des variétés
Selon NCBI (25 sept. 2011) :
- variété Septoria lycopersici var. lycopersici
- variété Septoria lycopersici var. malagutii